# Igreja Presbiteriana do Sul (Austrália)
A Igreja Presbiteriana do Sul (IPS) - em Inglês: Southern Presbyterian Church - também conhecida como Igreja Presbiteriana do Sul da Austrália e Igreja Presbiteriana do Sul da Tasmânia, é uma denominação reformada presbiteriana, conservadora fundada na Tasmânia, Austrália, em 1986, por um grupo de igrejas que se separaram da Igreja Presbiteriana Evangélica (Austrália).

## História
As igrejas presbiterianas são oriundas da Reforma Protestante do século XVI. São as igrejas cristãs protestantes que aderem à teologia reformada e cuja forma de organização eclesiástica se caracteriza pelo governo de assembleia de presbíteros. O governo presbiteriano é comum nas igrejas protestantes que foram modeladas segundo a Reforma protestante suíça, notavelmente na Suíça, Escócia, Países Baixos, França e porções da Prússia, da Irlanda e, mais tarde, nos Estados Unidos.
Na década de 1950, um grupo de pessoas da Tasmânia, de origem de diversas denominações, aderiu à Fé Reformada e estabeleceu contato com a Igreja Presbiteriana da Austrália Oriental (IPAO), com o objetivo de aderir a ela.
Todavia, em vez disso, a IPAO decidiu dar apoio ao grupo, sem integrá-lo a denominação. Ministros da IPAO ordenaram pastores ministros na Tasmânia em 28 de Setembro de 1961. No dia seguinte, os ministros recém-ordenados reuniram-se e constituíram-se em um Presbitério, adotando constituindo assim, formalmente a Igreja Evangélica Reformada ( Reformed Evangelical Church).
Posteriormente, o grupo mudou de nome para Igreja Presbiteriana Evangélica (Evangelical Presbyterian Church).
Em 1986, parte das igrejas se separaram da denominação e formaram a Igreja Presbiteriana do Sul (IPS), devido a discordâncias doutrinárias e práticas. Além disso, os membros da IPS discordavam da forma como o governo eclesiástico havia sido praticado na denominação antecessora.

## Doutrina
A IPS subscreve a Confissão de Fé de Westminster, Catecismo Maior de Westminster e Breve Catecismo de Westminster. Além disso, a denominação não permite a ordenação de mulheres, pratica a salmodia exclusiva e proíbe o uso de instrumentos musicais nos cultos públicos.
A denominação se diferencia de outras do país por usar apenas a Bíblia do Rei Jaime em seu púlpito.

## Relações intereclesiásticas
A IPS possui relacionamento com a Igreja Presbiteriana do Leste da Austrália.
Além disso, em 2019, o relacionamento com a Igreja Presbiteriana Evangélica (Austrália) foi reestabelecido. Na ocasião, as denominações reconheceram o pecado de terem se distanciado e estabeleceram plena comunhão entre si.
As Igrejas Reformadas Livres da Austrália também buscaram contato ecumênico com a denominação.